# Club Sport Huancayo
Il Club Sport Huancayo, meglio noto come Sport Huancayo, è una società calcistica peruviana con sede nella città di Huancayo, nel dipartimento di Junín. Milita nel Campeonato Descentralizado, la massima serie del campionato peruviano di calcio.

## Storia
Lo Sport Huancayo è stato fondato il 7 febbraio 2007. Inizialmente denominato Club La Huancaína, fu rinominato Sport Huancayo per l'affetto e l'identificazione subito dimostrati da parte del contesto cittadino.
Supportato dagli investimenti di sponsor quali Hilos Manchete ed Agua Santista, la squadra partì con l'obiettivo di ben figurare nella Copa Perú dell'edizione 2008.
Vinse la fase distrettuale della manifestazione, passando a quella dipartimentale, sotto la guida tecnica di Mifflin Bermúdez, che però venne sollevato dall'incarico per questioni extra-sportive proprio alla vigilia di questa seconda fase.
Il tecnico subentrante José Ramirez Cuba, allenatore con buona esperienza di Copa Perú, garantì stabilità al gruppo e guidò la squadra alla vittoria del proprio girone, centrando l'accesso alle semifinali; qui lo Sport Huancayo eliminò lo Sport Dos de Mayo e riuscì poi ad accedere alla fase regionale come vicecampione del dipartimento di Junín.
Nella fase regionale, dopo aver disputato un triangolare con León de Huánuco e Municipal de Yanahuanca, passò alla fase nazionale del torneo come campione del gruppo A della Región V (e vicecampione assoluto della Region V).
Nella fase nazionale, superati gli ottavi di finale contro il Municipal de Acoria ed i quarti contro lo Sport Huamanga, arrivò al quadrangolare finale contro Colegio Nacional de Iquitos, Atlético Torino e Cobresol. Persa la prima sfida contro il CNI per 1-0, batté 2-0 l'Atlético Torino e 2-1 il Cobresol. Quest'ultimo incontro permise allo Sport Huancayo di piazzarsi al primo posto del girone, vincendo così la Coppa e conquistando la promozione in Primera División.
Alla sua prima partecipazione al campionato nazionale, lo Sport Huancayo si piazzò quarto assoluto, guadagnandosi l'accesso alla Coppa Sudamericana 2010.

## Palmarès

### Competizioni nazionali
- Copa Perú: 1

2008

### Altri piazzamenti
- Campionato peruviano:

Secondo posto: Verano 2018, Apertura 2020, Clausura 2020
Terzo posto: 2011

## Organico

### Rosa 2023
| N. |                      | Ruolo | Calciatore      |
| -- | -------------------- | ----- | --------------- |
| 2  | Perù (bandiera)      | D     | Hugo Ángeles    |
| 3  | Perù (bandiera)      | D     | Víctor Balta    |
| 4  | Colombia (bandiera)  | D     | Jimmy Valoyes   |
| 5  | Argentina (bandiera) | D     | Rodrigo Colombo |
| 6  | Perù (bandiera)      | C     | Alfredo Rojas   |
| 7  | Perù (bandiera)      | C     | Kevin Ferreira  |
| 8  | Perù (bandiera)      | C     | Alexis Rojas    |
| 9  | Cile (bandiera)      | A     | Carlos Escobar  |
| 10 | Perù (bandiera)      | C     | Marcos Lliuya   |
| 11 | Brasile (bandiera)   | A     | Liliu           |
| 12 | Perù (bandiera)      | P     | Ángel Zamudio   |
| 13 | Perù (bandiera)      | C     | Jafet Zambrano  |
| 14 | Perù (bandiera)      | C     | Daniel Morales  |
| 15 | Perù (bandiera)      | D     | Marco Huamán    |
| 16 | Perù (bandiera)      | C     | Jimmy Pérez     |
| 17 | Perù (bandiera)      | C     | Leonardo Villa  |

| N. |                     | Ruolo | Calciatore            |
| -- | ------------------- | ----- | --------------------- |
| 18 | Perù (bandiera)     | C     | Luis Benites          |
| 19 | Perù (bandiera)     | A     | Ronal Huaccha         |
| 20 | Colombia (bandiera) | A     | Oscar Barreto         |
| 23 | Colombia (bandiera) | A     | Charles Monsalvo      |
| 24 | Colombia (bandiera) | A     | Jarlín Quintero       |
| 25 | Perù (bandiera)     | D     | Giancarlo Carmona     |
| 26 | Perù (bandiera)     | C     | Javier Trauco         |
| 27 | Perù (bandiera)     | C     | Christian Adrianzén   |
| 31 | Perù (bandiera)     | P     | Carlos Torres         |
| 32 | Perù (bandiera)     | C     | Marcio Valverde       |
| 57 | Perù (bandiera)     | P     | Joel Pinto (capitano) |
| 70 | Perù (bandiera)     | C     | Luis Campos           |
| 87 | Perù (bandiera)     | D     | Jeickson Reyes        |